# Villarreal CF
Villarreal Club de Fútbol, cunoscut ca Villarreal CF sau simplu Villarreal, este un club de fotbal din orașul Villarreal, Spania, care în prezent evoluează în Primera División. Meciurile de acasă le susține pe stadionul El Madrigal cu o capacitate de 24.890 de locuri.
La 13 mai 2012, Villarreal a retrogradat din Primera Liga, după înfrângerea 1-0 acasă cu Atlético Madrid, dar a promovat un an mai târziu, după victoria la limită, 1-0 împotriva Almeriei, care a terminat la 3 puncte sub Villarreal.

### Coeficientul UEFA
Coeficientul UEFA este utilizat la tragerea la sorți a competițiilor continentale organizate de Uniunea Asociațiilor Europene de Fotbal. Pe baza performanței cluburilor la nivel european timp de cinci sezoane, acest coeficient este calculat folosind un sistem de puncte și este stabilit un clasament. La sfârșitul sezonului 2019-2020, Villarreal se afla pe locul al douăzeci și cincilea (25-lea).
| Rang | Club             | Coeficient |
| ---- | ---------------- | ---------- |
| 23   | Bayer Leverkusen | 61.000     |
| 24   | Basel            | 58.500     |
| 25   | Villarreal       | 56.000     |
| 26   | Dinamo Kiev      | 55.000     |
| 27   | Valencia         | 54.000     |

## Palmares și statistici

### Titluri și trofee
| Competiții naționale | Competiții internaționale |
| - La Liga (0) : - Vice-campioni : 2008. - Copa del Rey (0) : - Semifinala : 2015. - Segunda División (0) : - Vice-campioni : 2013. - Tercera División (1) : - Campioni : 1970. | - Liga Campionilor : - Semifinala (1) - 2006 - Europa League : - Câștigători (1) - 2021 - Semifinala (3) - 2004, 2011, 2016 - Sferturi (1) - 2019 - Cupa UEFA Intertoto : - Câștigători (2) - 2003, 2004 |

## Lotul actual
La 10 august 2025.
| Nr. |             | Poziție | Jucător                              |
| --- | ----------- | ------- | ------------------------------------ |
| 1   | Brazilia    | P       | Luiz Júnior                          |
| 2   | Capul Verde | F       | Logan Costa                          |
| 4   | Spania      | F       | Rafa Marín (împrumutat de la Napoli) |
| 5   | Franța      | F       | Willy Kambwala                       |
| 6   | Spania      | M       | Denis Suárez                         |
| 7   | Spania      | A       | Gerard Moreno (vice-căpitan)         |
| 8   | Argentina   | F       | Juan Foyth (al 3-lea căpitan)        |
| 10  | Spania      | M       | Dani Parejo (căpitan)                |
| 11  | Maroc       | A       | Ilias Akhomach                       |
| 13  | Spania      | P       | Diego Conde                          |
| 14  | Spania      | M       | Santi Comesaña                       |

| Nr. |                  | Poziție | Jucător                            |
| --- | ---------------- | ------- | ---------------------------------- |
| 15  | Uruguay          | F       | Santiago Mouriño                   |
| 16  | Ghana            | M       | Thomas Partey                      |
| 17  | Canada           | A       | Tajon Buchanan                     |
| 18  | Senegal          | M       | Pape Gueye                         |
| 19  | Coasta de Fildeș | A       | Nicolas Pépé                       |
| 20  | Spania           | M       | Alberto Moleiro                    |
| 21  | Spania           | A       | Yéremy Pino                        |
| 22  | Spania           | A       | Ayoze Pérez                        |
| 23  | Spania           | F       | Sergi Cardona                      |
| 24  | Spania           | F       | Alfonso Pedraza (al 4-lea căpitan) |
| 26  | Spania           | F       | Pau Navarro                        |

### Jucători împrumutați
| Nr. |        | Poziție | Jucător                                           |
| --- | ------ | ------- | ------------------------------------------------- |
|     | Spania | F       | Carlos Romero (la Espanyol până pe 30 iunie 2026) |
|     | Spania | M       | Dani Requena (la Córdoba până pe 30 iunie 2026)   |
|     | Spania | M       | Ramon Terrats (la Espanyol până pe 30 iunie 2026) |

| Nr. |           | Poziție | Jucător                                                  |
| --- | --------- | ------- | -------------------------------------------------------- |
|     | Argentina | M       | Thiago Ojeda (la Cultural Leonesa până pe 30 iunie 2026) |
|     | Spania    | A       | Álex Forés (la Oviedo până pe 30 iunie 2026)             |

## Cele mai multe meciuri jucate
La 26 august 2024.
| #  | Nume                 | Meciuri |
| -- | -------------------- | ------- |
| 1  | Manu Trigueros       | 477     |
| 2  | Bruno Soriano        | 425     |
| 3  | Mario Gaspar         | 424     |
| 4  | Marcos Senna         | 363     |
| 5  | Santi Cazorla        | 334     |
| 6  | Cani                 | 327     |
| 7  | Rodolfo Arruabarrena | 284     |
| 8  | Gerard Moreno        | 281     |
| 9  | Pascual Donat        | 267     |
| 10 | Jaume Costa          | 267     |

## Golgheterii clubului
La 21 februarie 2023.
| #  | Nume                | Goluri |
| -- | ------------------- | ------ |
| 1  | Gerard Moreno       | 105    |
| 2  | Giuseppe Rossi      | 82     |
| 3  | Adriano García      | 75     |
| 4  | Diego Forlán        | 58     |
| 5  | Santi Cazorla       | 57     |
| 6  | Cédric Bakambu      | 48     |
| 7  | Juan Román Riquelme | 45     |
| 8  | Victor              | 44     |
| 9  | Carlos Bacca        | 43     |
| 10 | Samuel Chukwueze    | 37     |

## Istoric antrenori
| - Josep Seguer (1978–80) - José Manuel Pesudo (1985–86) - Julio Raúl (1990–91) - López Sanjuán (1990–92) - Carlos Simón Server (1991–92) - Fidel Uriarte (1995) - David Vidal (1995–96) - Javier Subirats (1996–97) - José Antonio Irulegui (1996–99) - Joaquín Caparrós (1 iulie 1999 – Oct 4, 1999) - Paquito (1999–00) - Víctor Muñoz (1 iulie 2000–03) - Benito Floro (1 iulie 2003 – 24 februarie 2004) - Manuel Pellegrini (7 iulie 2004 – 30 iunie 2009) - Ernesto Valverde (1 iulie 2009 – 31 ianuarie 2010) - Juan Carlos Garrido (31 ianuarie 2010 – 21 decembrie 2011) | - José Francisco Molina (22 decembrie 2011 – 18 martie 2012) - Miguel Ángel Lotina (19 martie 2012–12) - Julio Velázquez (1 iulie 2012 – 13 ianuarie 2013) - Marcelino García Toral (14 ianuarie 2013–10 august 2016) - Fran Escribá (18 august 2016–25 septembrie 2017) - Javier Calleja (25 septembrie 2017–10 decembrie 2018) - Luis García Plaza (10 decembrie 2018–29 ianuarie 2019) - Javier Calleja (29 ianuarie 2019–10 decembrie 2018) - Luis García (10 decembrie 2018 – 29 ianuarie 2019) - Javier Calleja (29 ianuarie 2019 – 20 iulie 2020) - Unai Emery (23 iulie 2020 – 24 octombrie 2022) - Quique Setién (25 octombrie 2022 – 5 septembrie 2023) - José Rojo Martín (8 septembrie 2023 - ) |